# Tipula friedrichi
Tipula friedrichi är en tvåvingeart som beskrevs av Alexander 1935. Tipula friedrichi ingår i släktet Tipula och familjen storharkrankar. Inga underarter finns listade i Catalogue of Life.